# Karl Brjoellov

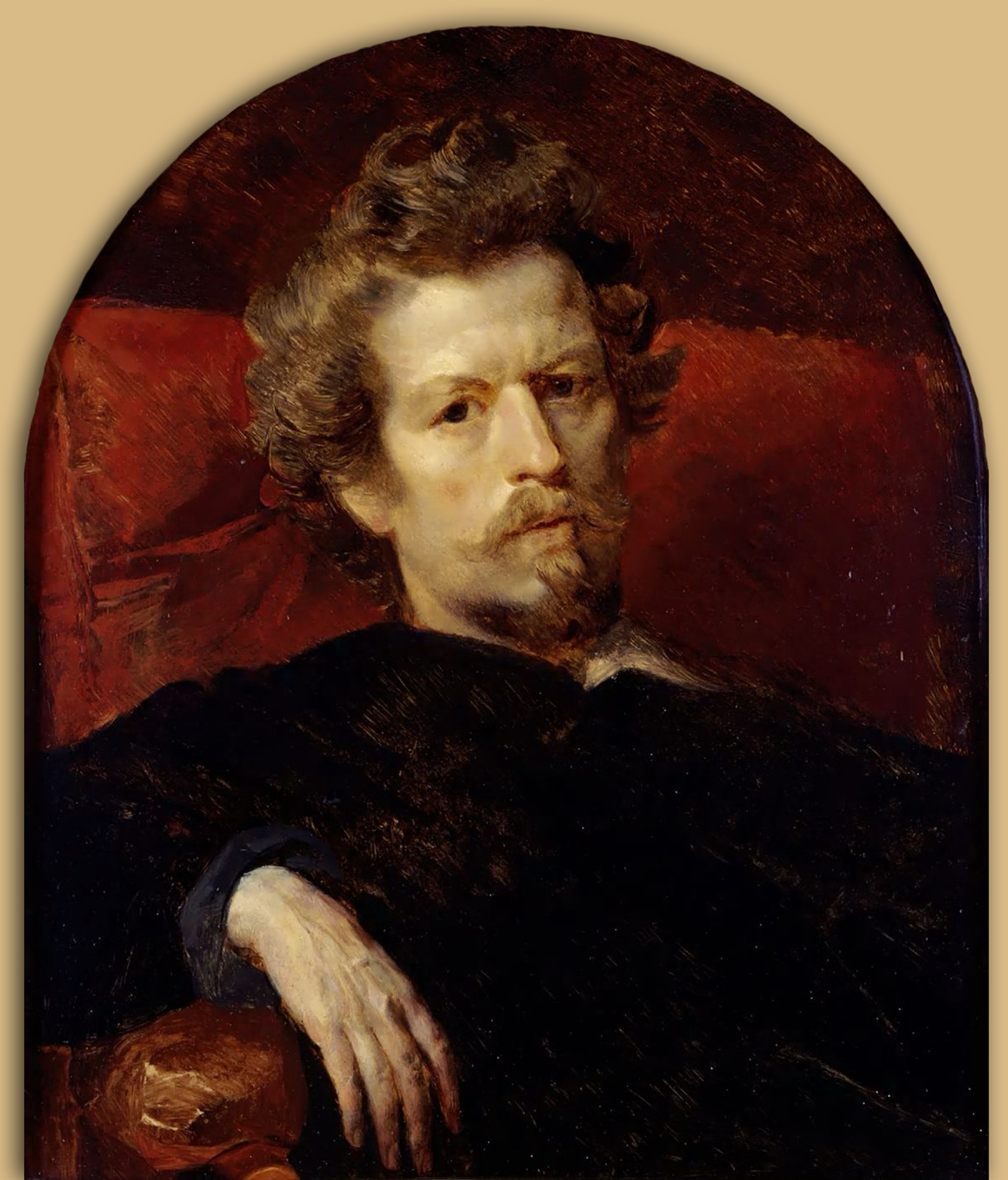
Karl Brjoellov

Karl Pavlovitsj Brjoellov (Russisch: Карл Павлович Брюллов) (Sint-Petersburg, 12 december 1799 - Rome, 11 juni 1852) was een Russisch kunstschilder van Italiaanse afkomst. Tot 1822 werd zijn naam gespeld als Carlo Brullo. Hij was de eerste Russische schilder die bekendheid verwierf in het buitenland en wordt beschouwd als een sleutelfiguur in de overgang van het neoclassicisme naar de romantiek.
Brjoellov was al van jongs af aan gefascineerd door Italië. Ondanks zijn opleiding aan de Keizerlijke Academie der Schone Kunsten van 1809 tot 1821, aanvaardde hij de klassieke stijl van zijn leraren nooit helemaal. Na zijn opleiding voltooid te hebben, ging Brjoellov naar Rome. Hier werkte hij tot 1835 als schilder van portretten en genrestukken. Zijn historische werken werden echter het meest gewaardeerd.
Zijn bekendste werk is het stuk De laatste dag van Pompeï, waar hij tussen 1830 en 1833 aan werkte. Brjoellov werd geïnspireerd om dit doek te schilderen door de uitbarsting van de Vesuvius in 1828. Het is een enorm groot doek, dat enthousiast werd onthaald door het publiek. Aleksandr Poesjkin en Nikolaj Gogol vergeleken het met het beste werk van Peter Paul Rubens of Antoon van Dyck. De opdrachtgever, prins Anatoli Demidov, gaf het cadeau aan tsaar Nicolaas, waarmee ook zijn faam in Rusland was gevestigd.
Brjoellov keerde in 1836 terug naar Rusland, waar hij leraar werd aan de Keizerlijke Academie der Schone Kunsten. Hij ontwikkelde er een portretstijl tussen het neoclassicisme en romantiek in. Tijdens werkzaamheden aan het plafond van de St. Isaakskathedraal in Sint-Petersburg, verslechterde zijn gezondheid. Op doktersadvies ging hij in 1849 naar Madeira; de laatste drie jaar van zijn leven bracht hij door in Italië. Hij werd begraven op het protestants kerkhof van Rome.

De laatste dag van Pompeï (1830-1833)
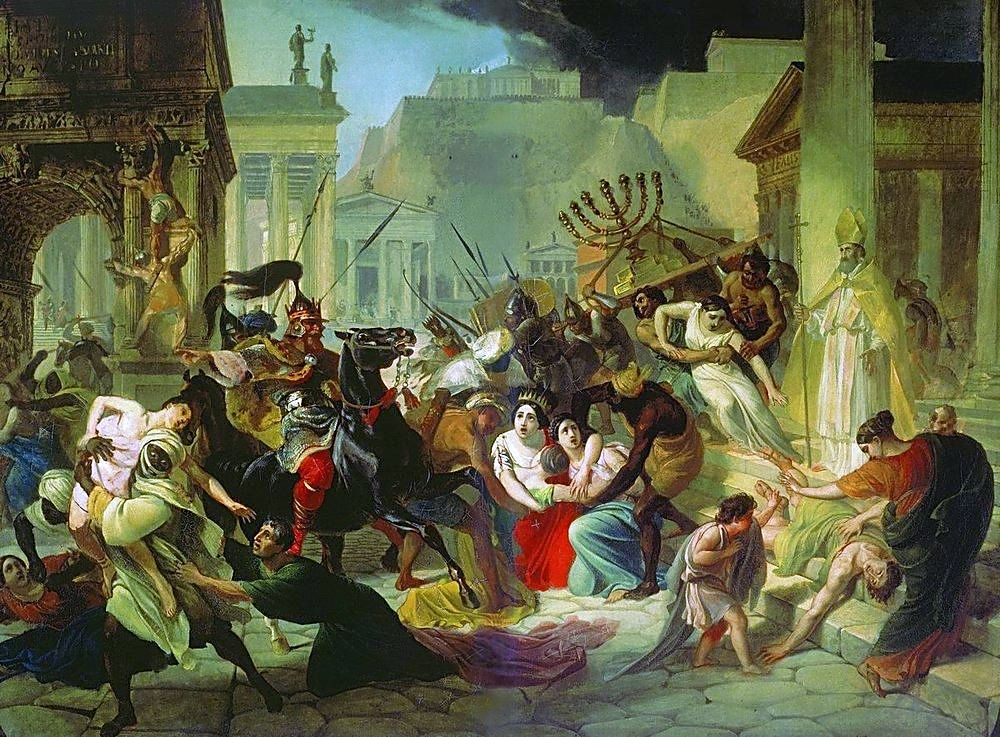
De val van Rome (455)

- Biblioteca Nacional de España: XX1517609
- Bibliothèque nationale de France: cb136072732 (data)
- CiNii: DA19140093
- Gemeinsame Normdatei: 119521482
- International Standard Name Identifier: 0000 0001 1675 5385
- Library of Congress Control Number: n82263271
- Nationale Bibliotheek van Letland: 000172966
- Nationale Bibliotheek van Tsjechië: jn20011018800
- Nationale bibliotheek van Australië: 35715169
- Nationale Bibliotheek van Israël: 987007303104805171
- Nationale Bibliotheek van Polen: a0000001181705
- Nederlandse Thesaurus van Auteursnamen: 10654831X
- Réseau des bibliothèques de Suisse occidentale: 02-A013499641
- RKD-Nederlands Instituut voor Kunstgeschiedenis: 12710
- LIBRIS: 179229
- SNAC: w69g6nmn
- Système universitaire de documentation: 055319157
- Trove: 1054675
- Union List of Artist Names: 500011741
- Virtual International Authority File: 76488284
- WorldCat: E39PBJcKGBbvjRy4fwRqGRptrq